# Abronia meledona
Abronia meledona är en ödleart som beskrevs av  Campbell och BRODIE 1999. Abronia meledona ingår i släktet Abronia och familjen kopparödlor. Inga underarter finns listade i Catalogue of Life.
Denna ödla är endast känd från området kring berget Miramundo i södra Guatemala. Fyndplatserna ligger 2200 till 2650 meter över havet. Reviren är tillsammans maximal 900 km² stora. Arten lever i fuktiga bergsskogar.
Beståndet hotas av landskapsförändringar när jordbruksmark och trafikleder etableras. IUCN listar arten som starkt hotad (EN).